# Đại Liban
Nhà nước Đại Liban (tiếng Ả Rập: دولة لبنان الكبير Dawlat Lubnān al-Kabīr; tiếng Pháp: État du Grand Liban) là một nhà nước được thành lập vào tháng 9 năm 1920, tiền thân của nước Liban ngày nay.
Nhà nước được tuyên bố nằm trong Ủy trị Pháp tại Syria và Liban theo hiến chương Hội Quốc Liên được phê chuẩn năm 1923. Khi đế quốc Ottoman bị phân chia theo hiệp ước Sèvres năm 1920, các lãnh thổ của nó ở Trung Đông được Liên đoàn Ủy trị chia cho Vương quốc Anh và Pháp ủy trị đại diện cho liên đoàn. Người Anh được chia Palestine và Iraq, trong khi người Pháp được trao Syria và Liban.
Tướng Gouraud tuyên bố thành lập một nhà nước mới tách khỏi Syria và có biên giới phía Bắc và phía Đông giáp với nước này, với Beirut là thủ đô của nó. Lãnh thổ mới cũng có một lá cờ, kết hợp quốc kỳ Pháp và biểu tượng tuyết tùng Liban.

## Bối cảnh

### Tên và khái niệm

Bản đồ so sánh biên giới Đại Liban và biên giới của cựu lãnh thổ Moutassarifat Đỉnh Liban (đường đứt đoạn màu đen), cùng với sự phân bố các nhóm tôn giáo ngày nay.

Khái niệm Đại Liban chỉ đến vùng lãnh thổ rộng gấp đôi Moutassarifat Đỉnh Liban, khu vực cựu tự trị, kết quả của việc hợp nhất các quận Tripoli và Sidon thuộc Đế quốc Ottoman và thung lũng Bekaa. Cựu Moutassarifat này được các lực lượng Tây phương thành lập vào năm 1861 nhằm bảo vệ cộng đồng Kitô hữu ở địa phương theo các điều khoản của Quy chế Hữu quan. Đại Liban, "Le Grand Liban" trong tiếng Pháp, được các trí thức người Liban Bulus Nujaym và Albert Naccache sử dụng lần đầu, trong suốt thời kỳ xây dựng Hội nghị hòa bình Paris năm 1919.
Nujaym biên soạn công trình được đông đảo công chúng biết đến Câu hỏi Liban (tiếng Pháp: La question du Liban) vào năm 1908, một bản phân tích dài 550 trang, mà sau này đã trở thành nền tảng cho các tranh luận ủng hộ chính thể Đại Liban. Câu hỏi Liban tranh thủ biện luận rằng việc mở rộng đáng kể biên giới Liban là việc bắt buộc để xây dựng một nền kinh tế hùng mạnh. Biên giới Nujaym gợi ý mô tả "Liban thời hoàng kim" (tiếng Pháp: "Liban de la grande époque") được vẽ từ bản đồ cuộc viễn chinh của người Pháp trong những năm 1860 - 1864, which has been cited as an example of a modern map having "predicted the nation instead of just recording it".

### Hội nghị Hòa bình Paris
Vào ngày 27 tháng 10 năm 1919, phái đoàn Li-băng do Thượng phụ Maronite Elias Peter Hoayek dẫn đầu đã trình bày nguyện vọng của Li-băng trong một giác thư gửi Hội nghị Hòa bình Paris. Giác thư này bao gồm việc mở rộng đáng kể đường biên giới vốn có của tỉnh phụ Li-băng (Mutasarrifat), với lý lẽ là những khu vực bổ sung này cấu tạo nên một vùng đất tự nhiên thuộc Li-băng. Mặc dù trên thực tế, tại một quốc gia mở rộng như vậy, cộng đồng Kitô hữu sẽ không còn chiếm được đa số rõ rệt như trước nữa. Tham vọng sáp nhập những vùng đất nông nghiệp ở Bekaa và Akkar đã được thúc đẩy bởi những lo ngại hiện hữu sau cái chết của gần một nửa dân số tỉnh phụ Núi Liban (Cebel-i Lübnan Mutasarrıflığı) trong Nạn đói lớn; Giáo hội Maronite và các nhà lãnh đạo thế tục đã tìm kiếm một nhà nước có thể cung cấp tốt hơn cho người dân của mình. Những khu vực được sáp nhập vào Mutasarrifat bao gồm các thị trấn ven biển như Beirut, Tripoli, Sidon, Tyre cũng như các vùng lân cận, tất cả đều thuộc về tỉnh Beirut (Beirut Vilayet), cùng với bốn kaza (tiểu quận) của tỉnh Syria Vilayet (Baalbek, Bekaa, Rashaya và Hasbaya).

## Chính phủ
Hiến pháp Liban được ban hành vào ngày 23 tháng 5 năm 1926 và đã được sửa đổi nhiều lần sau đó. Được xây dựng theo mô hình của Đệ Tam Cộng hòa Pháp, nó có một quốc hội lưỡng viện với một hạ viện và thượng viện (sau này đã bị bãi bỏ), một tổng thống và một nội các. Tổng thống có nhiệm kỳ sáu năm và được bầu bởi hạ viện. Các chức vụ được chỉ định cho những tôn giáo nhất định.
Ví dụ cho việc các chức vụ chỉ định cho một tôn giáo nhất định là tổng thống phải là một tín đồ Công giáo Maronite, thủ tướng là một tín đồ Hồi giáo Sunni, người phát ngôn nghị viện là một tín đồ Hồi giáo Shia. Một tín đồ Chính thống giáo Hy Lạp và Druze sẽ luôn có mặt trong nội các. Thực tế là căng thẳng giữa các tôn giáo tăng lên do việc tập trung nhiều quyền lực vào tín đồ Maronite (như quyền bổ nhiệm thủ tướng) và cản trở hình thành bản sắc dân tộc Liban. Về mặt lý thuyết, nghị viện thực hiện chức năng lập pháp, nhưng thực tế là các đạo luật đã được chuẩn bị từ trước rồi mới đệ trình lên nghị viện và hầu như không có ngoại lệ. Theo hiến pháp, thượng nghị sĩ Pháp thực thi quyền lực tối cao, một sự sắp xếp vấp phải sự phản đối của những nhà hoạt động dân chủ Liban. Tuy nhiên, Charles Debbas, một tín đồ Chính thống giáo Hy Lạp lại được bầu làm tổng thống ba ngày sau khi hiến pháp được thông qua.
Vào cuối nhiệm kỳ thứ nhất của Debbas năm 1932, Bechara El Khoury và Émile Eddé cạnh tranh chức vụ tổng thống, chia rẽ nghị viện. Để phá vỡ bế tắc, một số nghị sĩ gợi ý Shaykh Muhammad al Jisr, thủ tướng và là một lãnh đạo Hồi giáo tại Tripoli, làm ứng viên độc lập. Tuy nhiên, Cao ủy Pháp là Henri Ponsot đã tạm đình chỉ hiến pháp vào ngày 9 tháng 5 năm 1932 và kéo dài nhiệm kỳ của Debbas thêm một năm. Việc làm này của ông khiến cho một người Hồi giáo không thể trở thành tổng thống. Không hài lòng với việc làm của Ponsot, chính quyền Pháp đã thay thế ông ta bằng Damien de Martel, người đã bổ nhiệm Habib Pacha Es-Saad làm tổng thống vào ngày 30 tháng 1 năm 1934.
Émile Eddé được bầu làm tổng thống ngày 30 tháng 1 năm 1936. Một năm sau Eddé cho tái lập lại hiến pháp 1926 và tiến hành bầu cử hạ viện. Tuy nhiên, hiến pháp tiếp tục bị treo bởi các thượng nghị sĩ Pháp do Thế chiến II năm 1939.

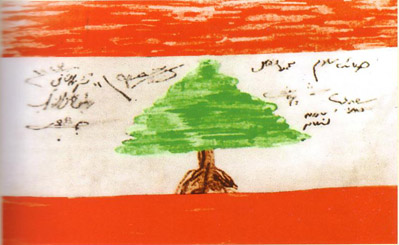
Bản thảo đầu tiên của quốc kỳ Liban hiện nay, được vẽ bằng tay và có chữ ký của các nghị sĩ Liban, ngày 11 tháng 11 năm 1943.

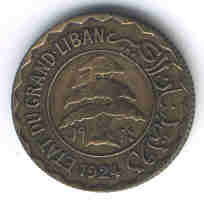
Một đồng xu dưới thời Đại Liban, 1924.

### Giáo dục
Chính quyền ủy trị Pháp thúc đẩy văn hóa Pháp và tiếng Pháp trong giáo dục. Tiếng Anh cũng là ngôn ngữ phổ biến trong các trường đại học.